# Eemplein
Het Eemplein is een plein in de Nederlandse stad Amersfoort, dat gereed is gekomen in 2012. Het doel van de aanleg van het plein was een tweede stadscentrum te creëren ten noorden van de huidige binnenstad. Het Eemplein ligt in het Eemkwartier aan de rivier de Eem, grenzend aan de spoorlijn. Het project is ontwikkeld door een vastgoedontwikkelaar.

## Geschiedenis

Het Eemplein wordt van het oude stadshart gescheiden door de spoorlijn

De plek waar het Eemplein is aangelegd bestond al in de achttiende eeuw bedrijvigheid. In de noordwesthoek van het gebied, aan de Kleine Koppel, stond een oliemolen - De (Rijzende) Zon -,  die werd gebouwd in 1765. De olie die uit zaden werd geperst is een kleine honderd jaar gebruikt om straatlantaarns in de stad op te laten branden. In 1863 werd de molen omgebouwd tot een tras- en cementmolen. In 1871 werd de trasproductie beëindigd. De molen werd verbouwd tot stoomoliemolen. De molen zelf bleef staan, maar verloor rond 1900 door een storm zijn wieken. Tussen 1900 en 1924 werd de olieproductie geheel beëindigd. Het bedrijf produceerde in die tijd ook veevoeder. In 1924 werd Jan Lambertus van Nieuwenhuizen eigenaar van het bedrijf. Hij zette het bedrijf voort als handelsonderneming in veevoeder en meel. In 1940 stortte de molen in. Op de plaats van de molen verrees een 23 meter hoge silo. Deze werd omstreeks 1993 afgebroken.
In 1881 vestigde zich langs de Eem een handel in granen en veevoeders, eigendom van de familie  Gerritsen; een van de firmanten was Carel Victor Gerritsen (1850 - 1905). Dit bedrijf zou in 1961 naar het bedrijventerrein Isselt verhuizen. De twee pakhuizen werden door Bronswerk gekocht voor opslag. Nadat Bronswerk was ontmanteld zijn de pakhuizen door verschillende andere bedrijven gebruikt. Ze zijn in 2000 afgebroken.
De industrialisatie in het gebied kwam goed op gang na 1900 met de vestiging van de gemeentelijke gasfabriek. Deze werd in 1959 gesloten. De productiehallen werden toen afgebroken, maar de gashouders bleven bestaan. Er werd een nieuw distributiestation op het terrein gebouwd. In 1969 - na de omschakeling op aardgas in 1965 - sloot het bedrijf de deuren. In 1970 was alles gesloopt, op het administratiekantoor na, dat daarna door verschillende bedrijven is gebruikt en uiteindelijk in 1999 is afgebroken.
In 1905 vestigde zich een aannemersbedrijf aan de Eemstraat. Het gebouw werd in 1993 afgebroken. In 1923 startte het galvaniseerbedrijf Kamphorst aan de Eemstraat.
Aan het terrein grensde een klein woonbuurtje, 't Sasje, dat in de jaren 1870 werd gebouwd. De belangrijkste straat was de Eemstraat. Er waren enkele zijstraten. In 1998 ging het laatste huis van 't Sasje tegen de vlakte.
Nadat de industrie en 't Sasje waren afgebroken, is het gebied gesaneerd en heeft het een aantal jaren braak gelegen.

## Bestemmingsplan 'Eemplein'

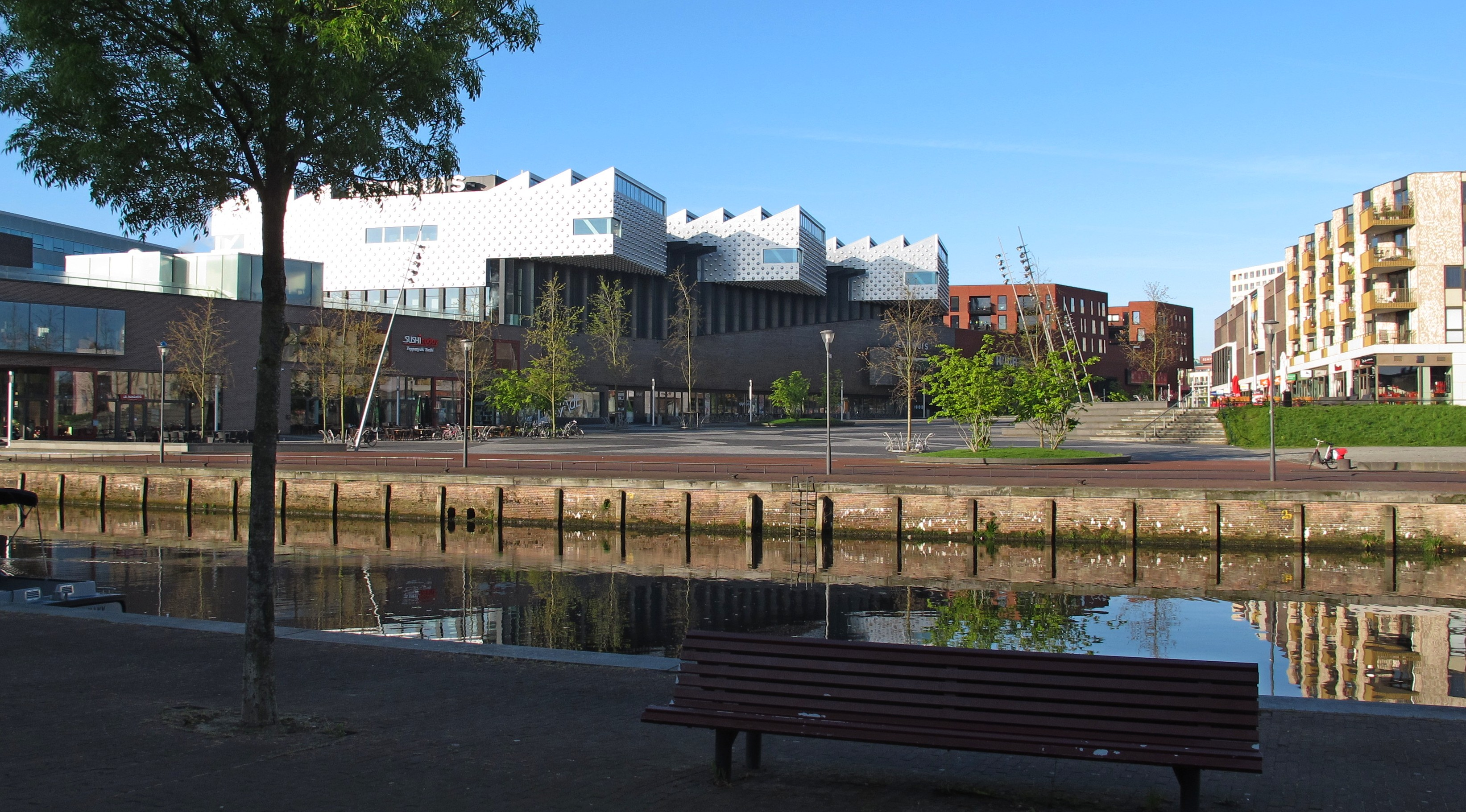
Het Eemplein met op de voorgrond de rivier de Eem

Op 29 juni 1999 stelde de Amersfoortse gemeenteraad het Coördinatieplan Centraal Stadsgebied Noord vast. Dit plan vormde de basis voor het bestemmingsplan Centraal Stadsgebied Noord, dat op 15 juni 2000 door de gemeenteraad werd vastgesteld. Een onderdeel van het Centraal Stadsgebied Noord vormde het Eemplein. Om dit gebied te ontwikkelen sloten de gemeente en vastgoedontwikkelaar Multi Veste 166 B.V. op 1 maart 2006 een ontwikkelings- en realisatieovereenkomst. Halverwege 2008 raakte de planontwikkeling in zwaar weer door veranderde marktontwikkelingen. Het werd noodzakelijk geoordeeld de planontwikkeling "met behoud van de kwaliteiten, efficiënter, minder risicogevoelig, en (met) betere marktkansen" bij te sturen. Omdat het plan niet meer binnen het geldende bestemmingsplan paste, werd er een nieuw bestemmingsplan 'Eemplein' gemaakt. Belangrijk verschil tussen de plannen van 2006 en van 2010 is de vergroting van de oppervlakte detailhandel (van 10.600 naar 13.200 m²), verkleining van de oppervlakte horeca/leisure (van 13.500 naar 9.000 m²)  en vermindering van het aantal woningen van 139 naar 114.
In het bestemmingsplan Eemplein is gebruikgemaakt van het 'masterplan' dat voor het gebied is gemaakt door stedenbouwkundige Peter Wilson. Het Eemplein bestaat uit een groot plein dat aan de westzijde 14 meter breed is en dat zich verbreedt tot 75 meter op de plaats waar het plein aansluit aan de Eem. Het plein is nauw verbonden met de Eem(-haven). Over het brede deel helt het plein, waardoor de gerichtheid op de Eem nog wordt versterkt.
Omdat het Eemplein ontwikkeld is vanuit één bepaald concept, onderscheidt het zich van de bestaande pleinen in de binnenstad. Ook is de architectuur grootschaliger.
Onder het Eemplein is een parkeergarage gerealiseerd. In 2006 werd nog gerekend met 850 parkeerplaatsen. In het bestemmingsplan is sprake van 750 plaatsen. Uiteindelijk zijn er 625 gerealiseerd. De parkeergarage wordt geëxploiteerd door Parkking.
In het bestemmingsplan is gesproken over het scheppen van voorzieningen voor fietsparkeren. Voorzieningen daarvoor zijn op het gerealiseerde Eemplein beperkt aanwezig. Een gebouwde voorziening voor fietsparkeren bleek niet haalbaar.

## Aan het plein

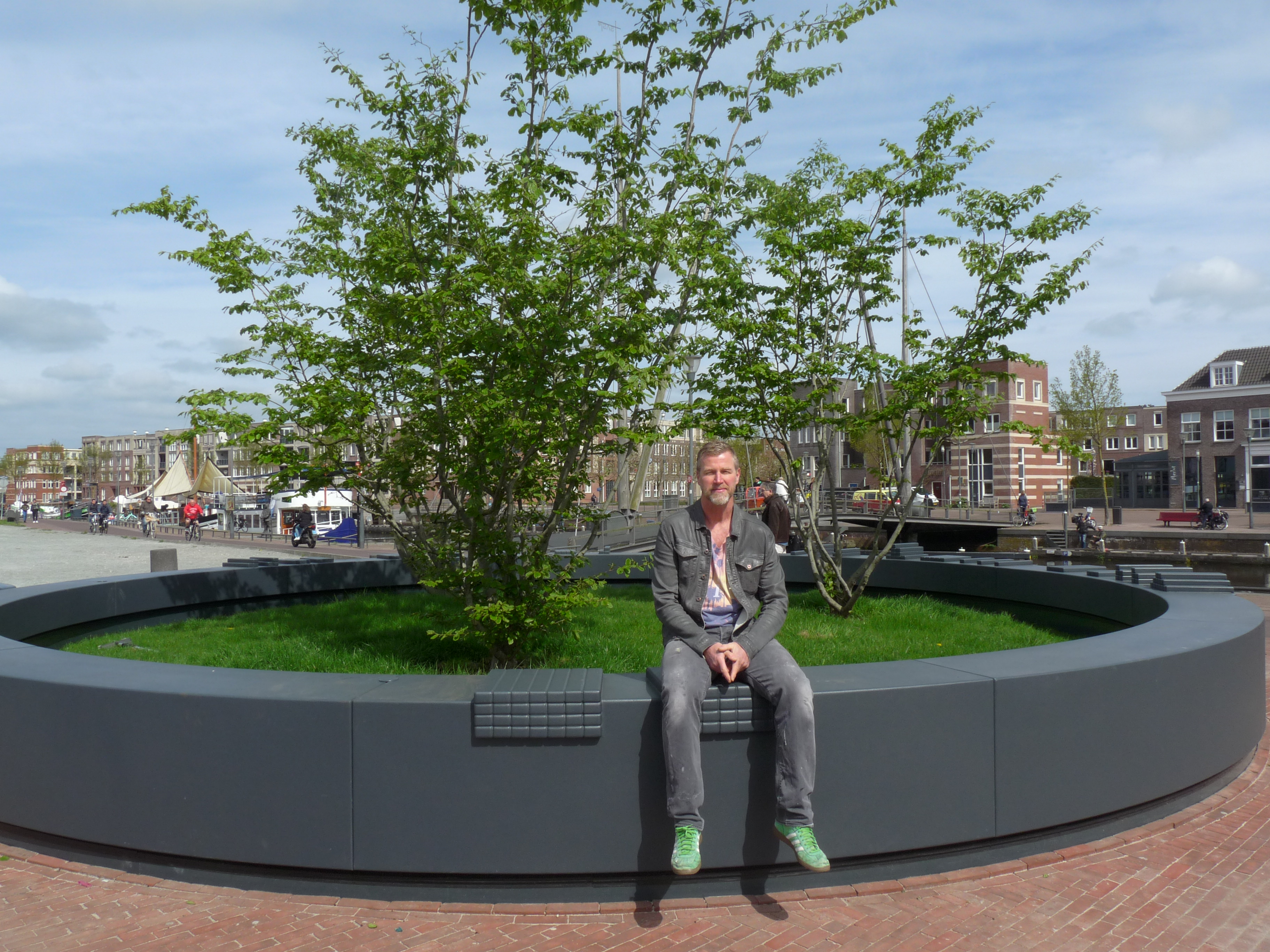
Kunstenaar Peter Stel op zijn kunstwerk 'Alles wat ik zie is van mij' op het Eemplein

De bestrating is vervaardigd door Portugese stratenmakers in een speciaal mozaïek. Op 29 mei 2012 werd de eerste steen van de bestrating van het plein gelegd door de wethouders Gert Boeve en Pim van den Berg. Het plein is op 31 oktober 2012 geopend. Het plein heeft een bioscoop - Pathé Amersfoort - met acht zalen. Grote detailhandelsbedrijven zijn een Albert Heijn en een vestiging van Media Markt.
Met de opening van het Eemhuis in 2014 is het Eemplein het culturele hart van Amersfoort. De openbare bibliotheek, het regionaal archief, 'Scholen in de Kunst' en Kunsthal KAdE zijn gehuisvest in dit door Neutelings Riedijk Architecten ontworpen gebouw.
Op vrijdag 22 april 2016 onthulde wethouder van cultuur Bertien Houwing het Kunstwerk 'Alles wat ik zie is van mij' door kunstenaar Peter Stel. Zittend op de traag voortbewegende bank met de monumentale gedachte, gaat het erom de subjectiviteit van het eigen kijken te ervaren. Zo wordt de bezoeker een actief speler.

## Evenementen

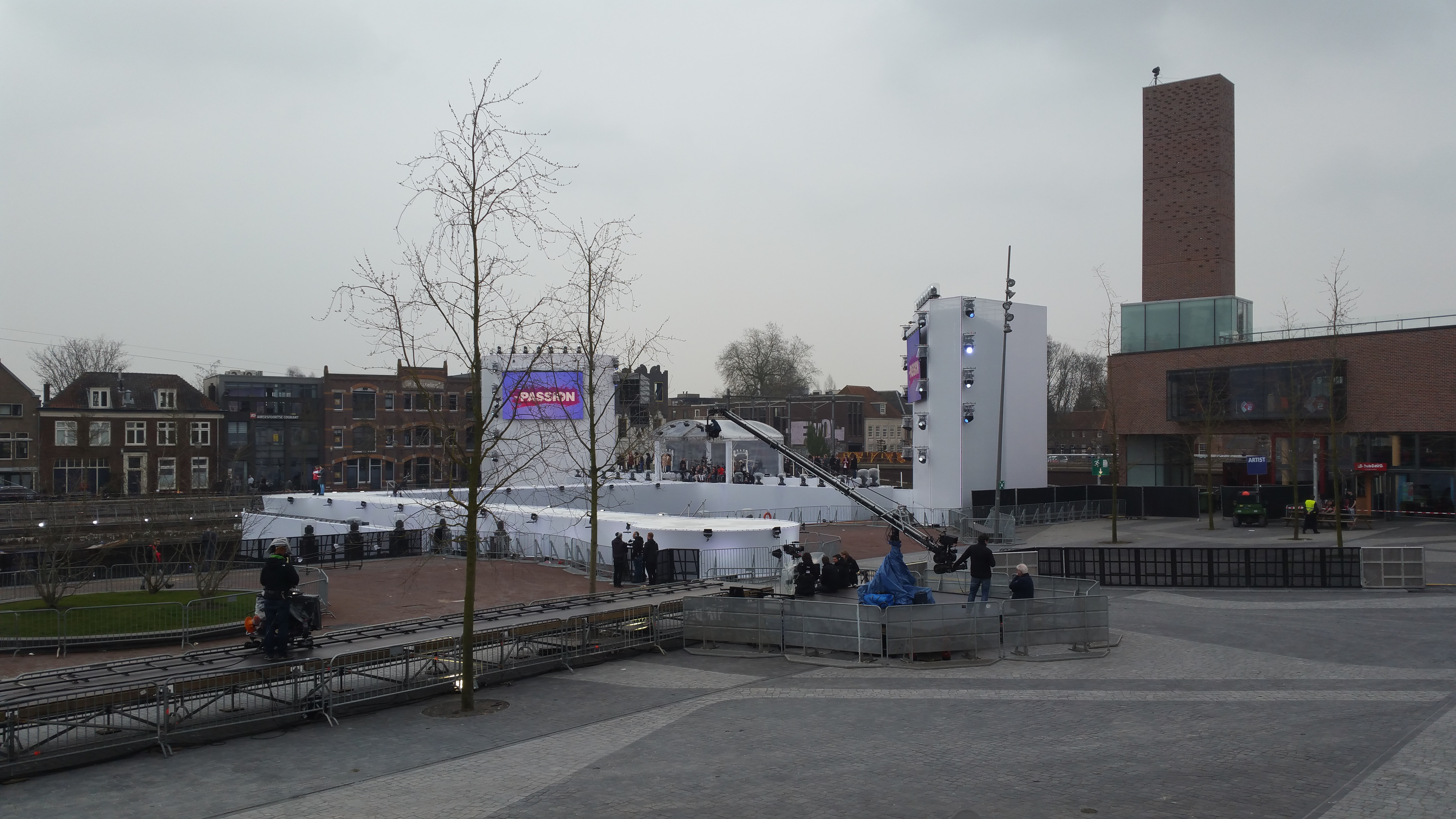
Het podium van The Passion 2016 op het Eemplein

In de winters van 2013 en van 2014 is op het Eemplein het “Winterparadijs” georganiseerd: er was een grote schaatsbaan met horecavoorziening. In 2016 is de zesde editie van The Passion gehouden op het Eemplein.